# Jean-Louis Campora
Pour les articles homonymes, voir Campora (homonymie).
 (août 2019).
Si vous disposez d'ouvrages ou d'articles de référence ou si vous connaissez des sites web de qualité traitant du thème abordé ici, merci de compléter l'article en donnant les références utiles à sa vérifiabilité et en les liant à la section « Notes et références ».
Jean-Louis Campora est un médecin monégasque retraité, né le 19 novembre 1938 à Monaco. Il est connu pour avoir été président de l'AS Monaco durant 28 années.

## Biographie

### Dirigeant sportif
Fils de Charles Campora, lui-même médecin et président de l'AS Monaco dans les années 1950, Jean-Louis s'intéressera très tôt au football et en particulier à l'AS Monaco. Le 15 juin 1975, il prend en charge le club princier, sans se douter qu'il y restera pendant encore 28 ans. Il est à l'origine de l'AS Monaco moderne. Sur les huit titres de champion remporté par l'ASM, il en gagnera cinq. Le plus marquant reste probablement celui de 1978, où son club fut champion alors qu'il n'était qu'un petit club promu à qui on ne donnait pas une chance dans l'avenir du football professionnel. Grave erreur, c'était mal connaître Campora, qui travailla des années à l'ASM, faisant venir des stars comme Glenn Hoddle, Jürgen Klinsmann, ou encore Vicenzo Scifo. 
Jean-Louis Campora créa l'un des centres de formation les plus performants en France, qui sortit des joueurs comme David Trezeguet, Thierry Henry, Emmanuel Petit, Lilian Thuram ou Jean-Luc Ettori. Mais il forgea surtout l'un des plus grands palmarès français derrière l'ASSE, l'OM et au même niveau que le FC Nantes, et l'un des trois meilleurs parcours européens en France derrière Marseille et Paris SG, avec une finale de C2 en 1992, et plusieurs demi-finales de Ligue des Champions. 
En 2003, acculé, il est contraint de quitter le club, après un dernier titre, une Coupe de la Ligue, offerte par Ludovic Giuly et les siens. Sa fortune n'était plus à la hauteur de ses ambitions, et sa réaction à l'arrêt Bosman fut trop lente car le club est endetté, menacé de relégation économique. De plus, ses relations assez fraiches avec Didier Deschamps étaient un autre argument en sa défaveur (Campora incarnait plus le passé tandis que Deschamps lui représentait l'avenir). Il propose toutefois, pour tenter de garder la main, des investisseurs russes au Palais de Monaco propriétaire du club (ceux de FEDCOM invest, sponsor maillot du club), mais celui-ci refuse car ils sont soupçonnés par certains (dont les services secrets français) de blanchir l'argent de la mafia russe via leur societés. Le Dr Campora passe alors la main à Pierre Svara pour une saison, qui profita de l'impulsion sportive donnée par Campora et Deschamps pour arriver en finale de la Ligue des champions.
En janvier 2013 Jean-Louis Campora fait son retour au sein du club de la Principauté, près de 10 ans après son départ, en tant que vice-président chargé des « relations extérieures du club ». Cette mission diplomatique auprès des instances de la Ligue prend fin l'été suivant, à la veille du retour de l'ASM en Ligue 1, au moment où l'organigramme du nouveau propriétaire russe se trouve finalisé.

### Homme politique
Jean-Louis Campora est aussi président du  Conseil national de la Principauté (assemblée législative) de 1993 à 2003.